# GoldSrc
Chronologie des versions
Source
GoldSrc, ou GoldSource, est le moteur de jeu utilisé par le jeu de tir à la première personne Half-Life, développé par Valve Corporation et sorti en 1998. Ce moteur est une version très optimisée du moteur QuakeWorld, lui-même une optimisation du Quake engine (utilisé par le jeu Quake).
Des concepts issus du moteur de Quake II ont été incorporés durant son développement.
Le successeur de GoldSrc est le moteur Source, qui a été utilisé pour le développement d'Half-Life 2, mais aussi de Counter Strike: Source et d'autres jeux Valve récents.

## Origine du nom
Le terme « GoldSrc » est une rétronymie. Erik Johnson, développeur chez Valve, a posté dans la communauté des développeurs Valve un message expliquant l'origine de ce nom :

« Nous étions très proche de la sortie de Half-Life (un peu moins d'une semaine avant) et nous avions déjà plusieurs nouveaux projets à démarrer. Cependant nous ne pouvions pas prendre le risque de changer quelque chose dans le code du jeu alors que la sortie était imminente. Nous avions donc décidé de diviser le code dans VSS sous les branches $/Goldsrc et /$Src. Pendant les quelques années qui ont suivi, nous avons utilisé les termes « Goldsource » et « Source » en interne pour faire référence à une ou l'autre des branches. Au départ, le code de la branche GoldSrc appartenait au code source déjà publié tandis que Source faisait référence aux technologies futures sur lesquelles nous travaillons. Quand le moment venu nous allions montrer Half-Life 2 pour la première fois à l'E3, il faisait partie de notre plan de communication interne de comparer le moteur « Source » par rapport au moteur « Goldsource », et le nom est resté. »

## Héritage
À la suite de la publication par Valve du Half-Life SDK, un moteur libre compatible avec GoldSrc a été créé depuis zéro par des développeurs amateurs : Xash3D.

## Jeux
La liste ci-dessous répertorie les jeux vidéo utilisant le moteur GoldSrc.
- 1998 : Half-Life (Valve Software)
- 1999 : Half-Life: Opposing Force (Gearbox Software)
- 1999 : Team Fortress Classic (Valve Software)
- 2000 : Counter-Strike (Valve Software)
- 2000 : Gunman Chronicles (Rewolf Software)
- 2001 : Half-Life: Blue Shift (Gearbox Software)
- 2002 : 007: Nightfire (Gearbox Software)
- 2002 : Ricochet (Valve Software)
- 2002 : Deathmatch Classic (Valve Software)
- 2003 : Day of Defeat (Valve Software)
- 2004 : Counter-Strike: Condition Zero (Valve Software, Ritual Entertainment, Gearbox Software, Turtle Rock Studios)